# ATP Challenger Floridablanca
Das ATP Challenger Floridablanca (offizieller Name: Claro Open Floridablanca) war von 2009 bis 2017 jährlich stattfindendes Tennisturnier. Von 2009 bis 2016 fand es in Bucaramanga, Kolumbien statt, ehe es 2017 nach Floridablanca umzog. Es war Teil der ATP Challenger Tour und wurde im Freien auf Sand ausgetragen.

## Liste der Sieger

### Einzel
| Austragungsort | Jahr | Sieger               | Finalgegner          | Ergebnis      |
| -------------- | ---- | -------------------- | -------------------- | ------------- |
| Floridablanca  | 2017 | Guido Pella          | Facundo Argüello     | 6:2, 6:4      |
| Bucaramanga    | 2016 | Gerald Melzer        | Paolo Lorenzi        | 6:3, 6:1      |
| Bucaramanga    | 2015 | Daniel Gimeno Traver | Gastão Elias         | 6:3, 1:6, 7:5 |
| Bucaramanga    | 2014 | Alejandro Falla      | Paolo Lorenzi        | 7:5, 6:1      |
| Bucaramanga    | 2013 | Federico Delbonis    | Wayne Odesnik        | 7:64, 6:3     |
| Bucaramanga    | 2012 | Wayne Odesnik        | Adrian Ungur         | 6:1, 7:64     |
| Bucaramanga    | 2011 | Éric Prodon          | Fernando Romboli     | 6:3, 4:6, 6:1 |
| Bucaramanga    | 2010 | Eduardo Schwank      | Juan Pablo Brzezicki | 6:4, 6:2      |
| Bucaramanga    | 2009 | Horacio Zeballos     | Carlos Salamanca     | 7:5, 6:2      |

### Doppel
| Austragungsort | Jahr | Sieger                                    | Finalgegner                           | Ergebnis          |
| -------------- | ---- | ----------------------------------------- | ------------------------------------- | ----------------- |
| Floridablanca  | 2017 | Sergio Galdós Nicolás Jarry               | Sekou Bangoura Evan King              | 6:3, 5:7, [10:1]  |
| Bucaramanga    | 2016 | Julio Peralta Horacio Zeballos (2)        | Sergio Galdós Luis David Martínez     | 6:2, 6:2          |
| Bucaramanga    | 2015 | Guillermo Durán Andrés Molteni            | Nicolás Barrientos Eduardo Struvay    | 7:5, 6:78, [10:0] |
| Bucaramanga    | 2014 | Juan Sebastián Cabal (2) Robert Farah (2) | Kevin King Juan-Carlos Spir           | 7:63, 6:3         |
| Bucaramanga    | 2013 | Marcelo Demoliner Franko Škugor           | Sergio Galdós Marco Trungelliti       | 7:68, 6:2         |
| Bucaramanga    | 2012 | Ariel Behar Horacio Zeballos (1)          | Miguel Ángel López Jaén Paolo Lorenzi | 6:4, 7:65         |
| Bucaramanga    | 2011 | Juan Sebastián Cabal (1) Robert Farah (1) | Pablo Galdón Andrés Molteni           | 6:1, 6:2          |
| Bucaramanga    | 2010 | Pere Riba Santiago Ventura                | Marcelo Demoliner Rodrigo Guidolin    | 6:2, 6:2          |
| Bucaramanga    | 2009 | Diego Álvarez Carlos Poch Gradin          | Carlos Avellán Eric Gomes             | 7:67, 6:1         |